# Igor Sékulic
Pour les articles homonymes, voir Sekulić.
Igor Sékulic (né le 26 janvier 1968) est un cascadeur, postproducteur et réalisateur du cinéma français. Il est le frère de l'actrice Olga Sékulic.

## Biographie

### Jeunesse
Ancien élève du lycée Henri-IV, agrégé de sciences économiques et sociales (1990), Igor Sékulic commence une carrière d'enseignant qu'il n’interrompra jamais tout à fait. Jeune agrégé, il enseigne en lycée au Maroc comme volontaire du service national, puis en banlieue parisienne, avant d'être nommé à la Faculté des Sciences économiques de Nantes. Il publie dans la revue Économies et Sociétés (Cahiers de l'ISMEA) et dans les Cahiers Français de la Documentation française. Il cofonde également le magazine et label de musique et d'arts indépendants Out of Nowhere, qui distribua des artistes essentiellement français et suisses (The Young Gods).

### Carrière
Il fait ses débuts au cinéma comme cascadeur auto au Mexique dans L'Opération Corned Beef. Il participe à la réalisation de la deuxième équipe. Ce sera le début d'une longue amitié avec le réalisateur et producteur Jean-Marie Poiré. 
Ensemble, ils tournent à Hong Kong, en Allemagne, en Italie, en Angleterre, aux États-Unis et fondent en 1999 Visual Factory, une société de postproduction et d'effets spéciaux. Igor Sékulic réalise les effets spéciaux de Les Visiteurs en Amérique (Just Visiting) pour Gaumont et Disney, qui seront salués aux États-Unis par le magazine Variety, malgré l'échec du film au box-office américain. 
Cette expérience lui ouvre la porte d'autres productions comme Deux Frères de Jean-Jacques Annaud pour Pathé/Universal, pour lequel il réalise également les effets spéciaux, recréant l'illusion du jeu des tigres avec d'autres animaux sauvages.
Il réalise son premier film en 2004, Les Gaous, sur une idée originale de Jean-Marie Poiré : une comédie pour adolescents, antiraciste, qui met en vedette de jeunes comédiens aux côtés de Ticky Holgado et Richard Bohringer. Malgré une sortie française discrète, le film rencontre son public en salles hors de France, atteignant le top 10 en Russie et le top 5 en Hongrie contre Les Indestructibles de Disney.

### Visual Factory
Visual Factory devient dès 2001 une société d'exportation de films et de programmes audiovisuels, et distribue les œuvres de réalisateurs comme Yvan Le Moine, Cheik Doukouré, Laurent Courau, pour les Francophones et Dario Argento, Wes Craven, Pupi Avati hors de France. Visual Factory travaille à la promotion de films européens en Europe et au-delà, avec le soutien du programme Européen Media et celui du UK Film Council. Visual Factory est cofondatrice de l'association des exportateurs de films britanniques Film Export UK qui fonde les "London Screenings". Elle distribue également en France des films pour la jeunesse, comme le documentaire Nicholas Winton, la force d'un juste, lauréat d'un International Emmy award (en).

## Filmographie

### Acteur

#### Cinéma
- 1991 : L'Opération Corned-Beef

### Compositeur

#### Télévision
Téléfilms
- 1996 : Panique au Plazza

### Réalisateur

#### Cinéma
- 2003 : Les Gaous

### Producteur

#### Cinéma
- 1998 : Les Couloirs du temps : Les Visiteurs 2
- 2002 : Ma femme... s'appelle Maurice
- 2003 : Les Gaous
- 2014 : Rosenn

#### Télévision
Téléfilms
- 1996 : Panique au Plazza

### Effets spéciaux

#### Cinéma
- 2001 : Les visiteurs en Amérique
- 2002 : Ma femme... s'appelle Maurice
- 2004 : Deux Frères

### Scénariste

#### Cinéma
- 2003 : Les Gaous
- Date inconnue : A Bullet for Pretty Baby